# Oriketo
Oriketo est un quartier du district Nummi-Halinen à Turku en Finlande,.

## Description
Le quartier d'Oriketo est situé à environ cinq kilomètres du centre-ville. 
Oriketo est bordé par les rivières Vähäjoki au nord et Topinoja au sud ainsi que par la kantatie 40 à l'est.
Située à Oriketo, l'usine d'incinération des déchets de Turku a cessé ses activités fin 2014.

## Galerie

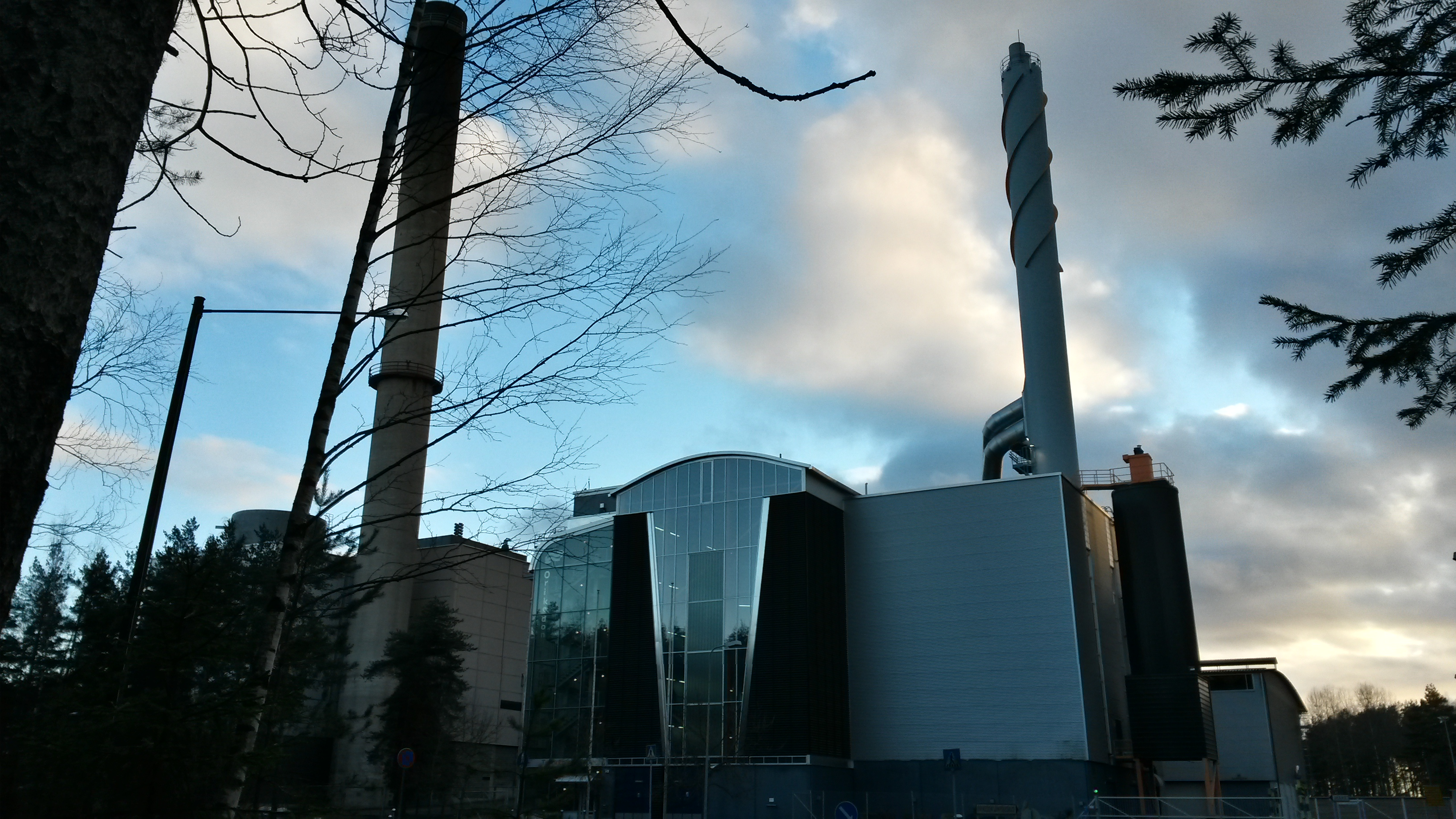
Incinérateur de déchets d'Orikieto.
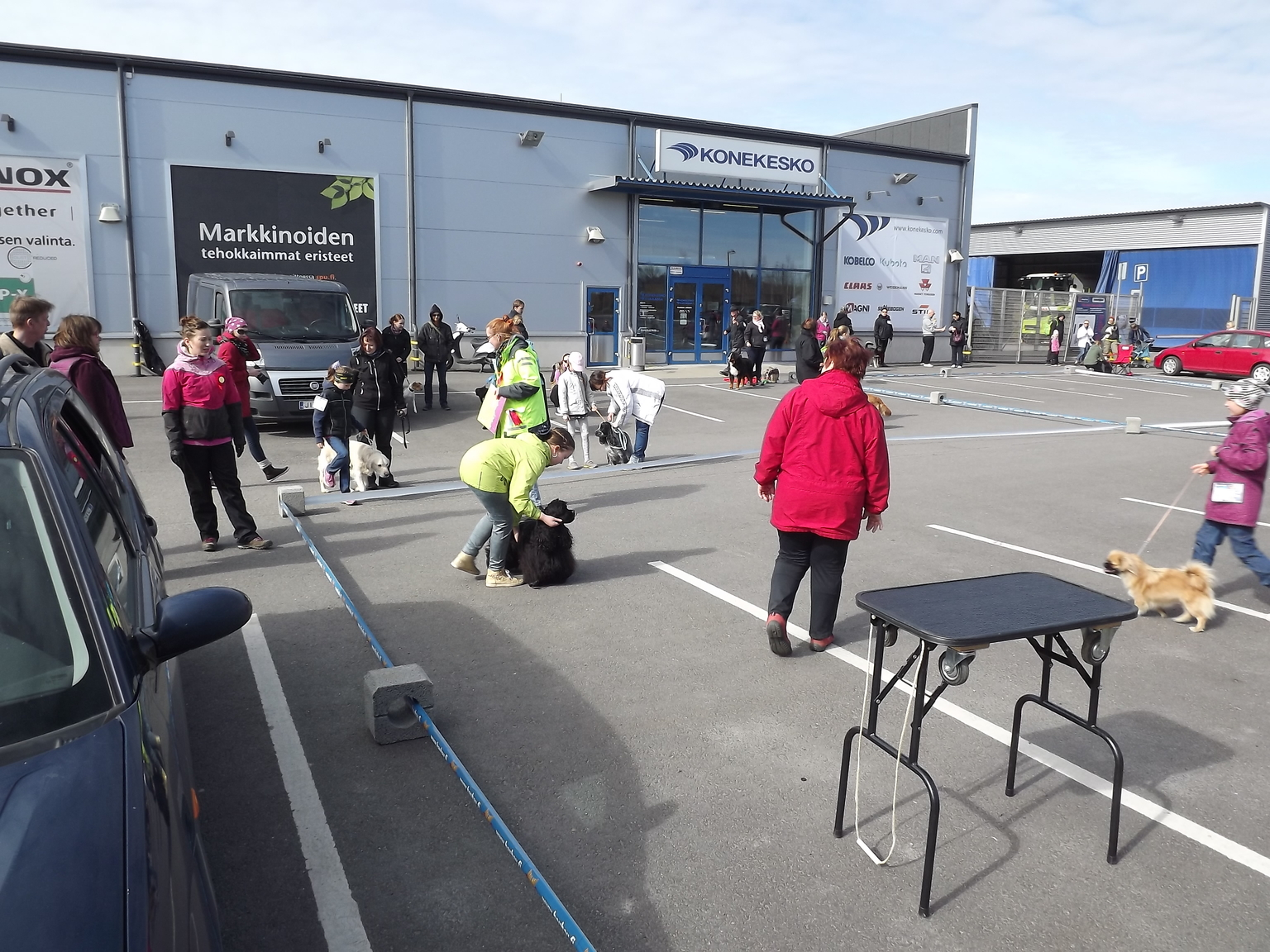
Petite exposition canine organisée par un club canin.